# Szache
Szache (ros. Шахе, adyg. Шэхэ Szeche) – rzeka w rejonie łazarewskim Soczi (Kraj Krasnodarski, Rosja). Druga pod względem długości na terytorium miasta po Mzymcie.

## Opis
Wpada do Morza Czarnego na terenie „poddzielnicy” (mikrorajona) Gołowina. Inne osiedla w jej biegu to Małyj Kiczmaj, Bolszoj Kiczmaj, Sołochauł, Babuk-Auł. Wzdłuż rzeki wiedzie Wszechzwiązkowy Szlak Turystyczny nr 30.

## Rzeka w historii
Znana od późnej starożytności jako Acheunta, stanowiśca granicę między plemionami Zichów i Sanigów

## Wodospady
Na rzece są 33 wodospady Soczi

## Dopływy

### Lewe
Bzogu, Bzycz, Biełyj

### Prawe
Aceps, Psij, Małyj Benycz, Ażu, Buszij

## Galeria

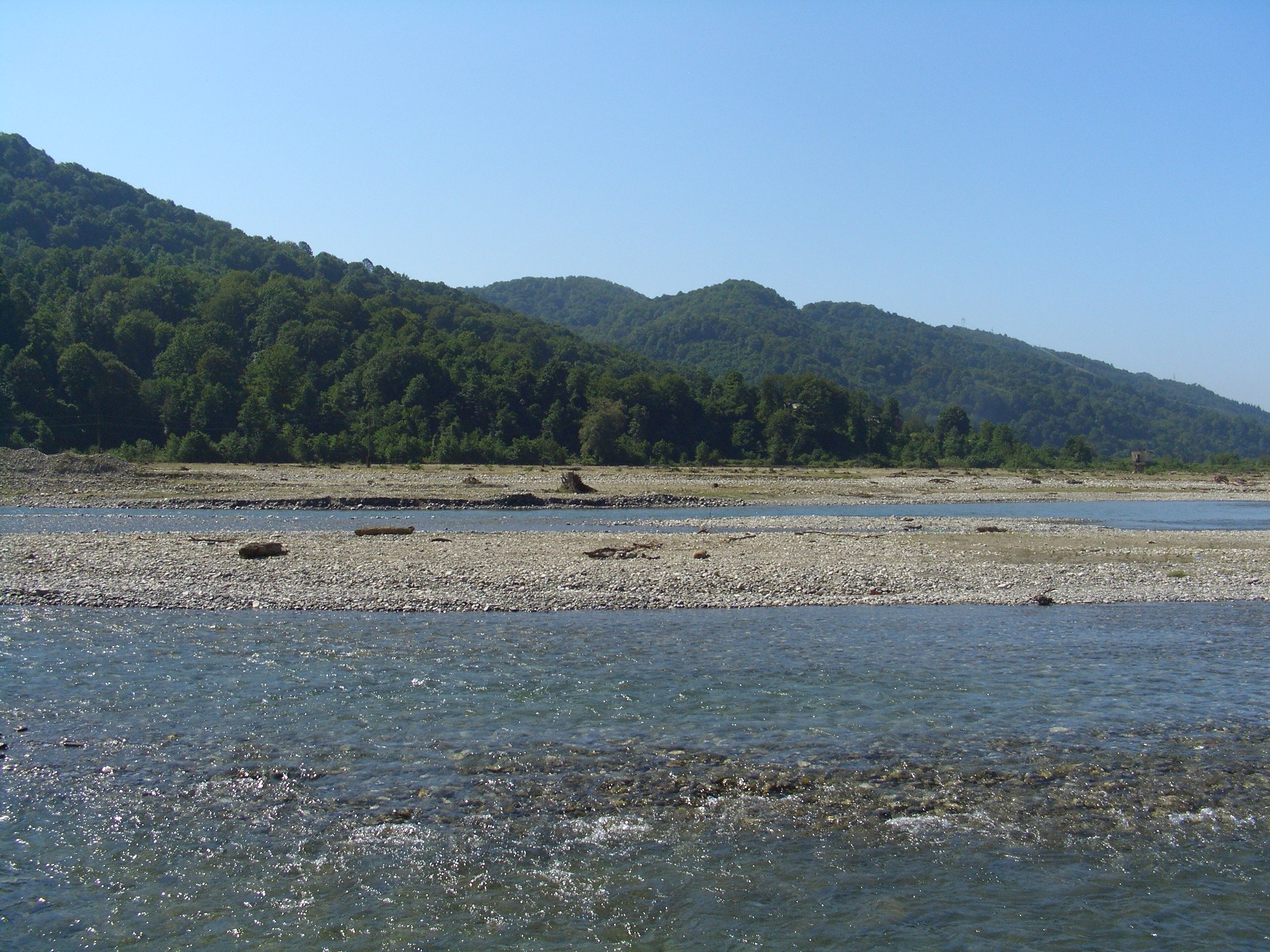
Widok rzeki